# Ирина Непокојчицка
Ирина Непокојчицка (Кузбеково,14. октобар 1909 — Сремска Митровица, август 1948) била је архитекта. Залагала се за уређење градског парка у Сремској Митровици, који је за време рата био уништен, где се у централном делу налази водоскок у облику каменог цвета. То je једна од најпозантнијих грађевина овог града коју је сама испројектовала.

## Биографија
Ирина Непокојчицка рођена је у селу Кузбеково у Русији 1909. године. Иринина породица је припадала угледној руској дворској фамилији. Похађала је познати петроградски институт за женску децу богатих племића и високих чиновника „Смољни", који се у таласу избеглица из Русије пресељава у Велику Кикинду. После школовања враћа се у Сремску Митровицу. Имала је веома широко образовање, волела је да путује, пева, слика и глуми. Диплому инжењера архитектуре стекла је на Универзитету Краљевине Југославије у Загребу на Техничком Факултету 1937. године. Преминула је од карцинома у августу 1948. године.

## Пројекти
Радила је на пројектовању и изградњи школа, a једна од њих је у месту Војка, која је уједно била и прва и највећа сеоска школа у то време. Радила је и на изградњи путева, канализационе мреже, стамбених зграда и јавних објеката. Бавила се прикупљањем грађевинског материјала за дизање пет споменика погинулум руским армејцима и херојима Народне ослободилачке војске. По њеном пројекту и надзору изграђено је прво спомен-обележје жртвама фашизма на православном гробљу у Сремској Митровици.
Као вечити траг о себи, Ирина је оставила граду велики Камени цвет у централном делу градског парка, који је свечано отворен 1. маja 1946. године, а он представља симбол туге коју је Рускиња осећала бивајући далеко од родног краја.